# محسن‌آباد (تایباد)
محسن‌آباد (تایباد)، روستایی از توابع بخش مرکزی شهرستان تایباد در استان خراسان رضوی ایران است.

## جمعیت
این روستا در دهستان پایین ولایت قرار دارد و براساس سرشماری مرکز آمار ایران در سال ۱۳۸۵، جمعیت آن ۸۶۱ نفر (۱۶۷خانوار) بوده‌است.